# Michałów (gmina Kłomnice)
Michałów (1992–2017 błędnie Michałów Rudnicki; patrz wyjaśnienie poniżej; obecnie znany też pod nieurzędową nazwą Michałów Kłomnicki) – wieś w Polsce położona w województwie śląskim, w powiecie częstochowskim, w gminie Kłomnice.
W latach 1975–1998 miejscowość należała administracyjnie do województwa częstochowskiego.

## Mylna sytuacja z dwoma Michałowami, które zamieniły się nazwami
W gminie Kłomnice są dwie wsie o nazwie Michałów: Michałów Rudnicki („Michałów A”) i Michałów („Michałów B”). Dawniej obie miejscowości nosiły nazwę Michałów, lecz ponieważ Michałów A przynależał do gminy Rzeki a Michałów B do gminy Kruszyna (obie w powiecie radomszczańskim) nie przysparzało to większych kłopotów w orientacji.
1 stycznia 1948 zniesiono gminę Rzeki, a z jej obszaru utworzono gminę Kłomnice; ponadto z gminy Kruszyna do nowo utworzonej gminy Kłomnice przyłączono trzy gromady, w tym Michałów B. Tak więc w obrębie gminy Kłomnice znalazły się dwa Michałowy. Jedynym rozróżnikiem był różny status obu miejscowości: Michałów A był od 1933 kolonią w gromadzie Chorzenice, a Michałów B był wsią stanowiącą od 1933 odrębną gromadę.
1 stycznia 1992 wprowadzono krytyczną zmianę w celu ujednoznacznienia nazewnictwa obu Michałowów. Wieś Michałów przemianowano na Michałów Rudnicki. Zapewne władzom chodziło o zmianę nazwy Michałowa A na Michałów Rudnicki, jako że Michałów A leży zaledwie 1 km na północny wschód od wsi Rudniki. Ale ponieważ niepoprawnie użyto zapisu „wieś Michałów”, zmiana dotyczyła Michałowa B (o statusie wsi), a nie domniemanego Michałowa A koło Rudnik, który miał zaledwie status kolonii. Tak więc przez kolejne 26 lat Michałów pod samymi Kłomnicami (B) nazywał się kontrintuitywnie Michałowem Rudnickim, a Michałów pod samymi Rudnikami (A) po prostu Michałowem.
Do korekty doszło dopiero 1 stycznia 2018 kiedy nazewnictwo odwrócono. Kolonię Michałów („Michałów A”) przemianowano na Michałów Rudnicki (nadając jej równocześnie status wsi), a błędnie ochrzczoną wieś Michałów Rudnicki („Michałów B”) przemianowano na Michałów. Następstwa tej zamiany są nadal widoczne w wielu systemach kartograficznych, np. w portalu Targeo, gdzie nazwy obu miejscowości są podawane odwrotnie (błędnie).
Poniższa tabela ma na celu uwypuklenie zaistniałych zmian w przekroju czasowo-przestrzennym:
|                    | Obecny Michałów Rudnicki wieś przy Rudnikach („Michałów A” w tekście) | Obecny Michałów wieś przy Kłomnicach („Michałów B” w tekście) |
| do 31 grudnia 1947 | kolonia Michałów w gminie Rzeki (w gromadzie Chorzenice)              | wieś Michałów w gmninie Kruszyna (w gromadzie Michałów)       |
| 1 stycznia 1948    | kolonia Michałów w gminie Kłomnice (w gromadzie Chorzenice)           | wieś Michałów w gminie Kłomnice (w gromadzie Michałów)        |
| 1 stycznia 1992    | kolonia Michałów w gminie Kłomnice                                    | wieś Michałów Rudnicki w gminie Kłomnice (błędnie)            |
| 1 stycznia 2018    | wieś Michałów Rudnicki w gminie Kłomnice (korekta)                    | wieś Michałów w gminie Kłomnice (korekta)                     |